# Agnes av Sachsen-Lauenburg
Agnes av Sachsen-Lauenburg, död 1435, var hertiginna av Pommern som gift med Wartislaw VIII av Pommern. 
Hon var regent som förmyndare för sin son Barnim VIII av Pommern 1415-1425.